# ポップアップ・グローブ

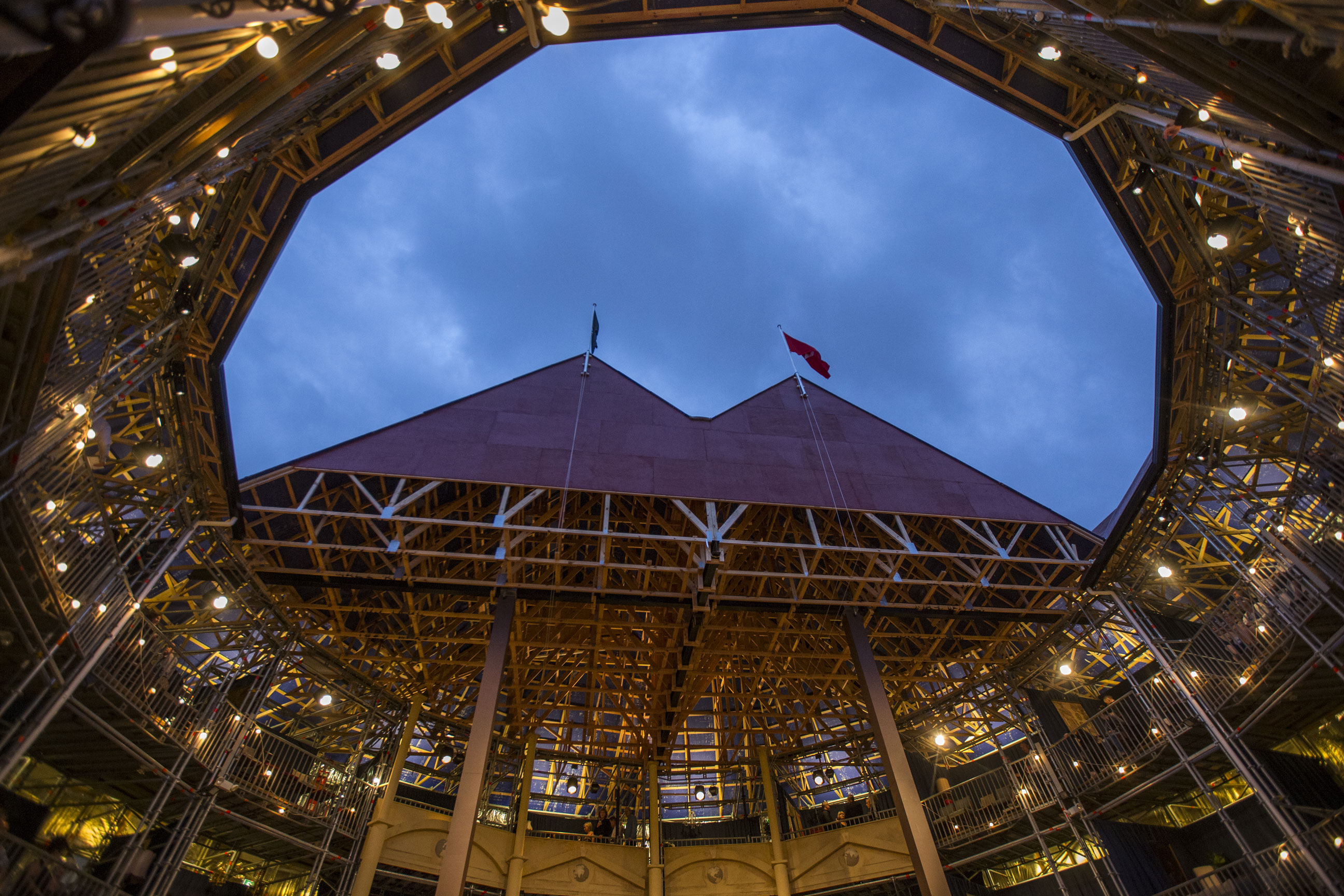
2016年のポップアップ・グローブの内部。ギャラリーとステージの屋根が見える。

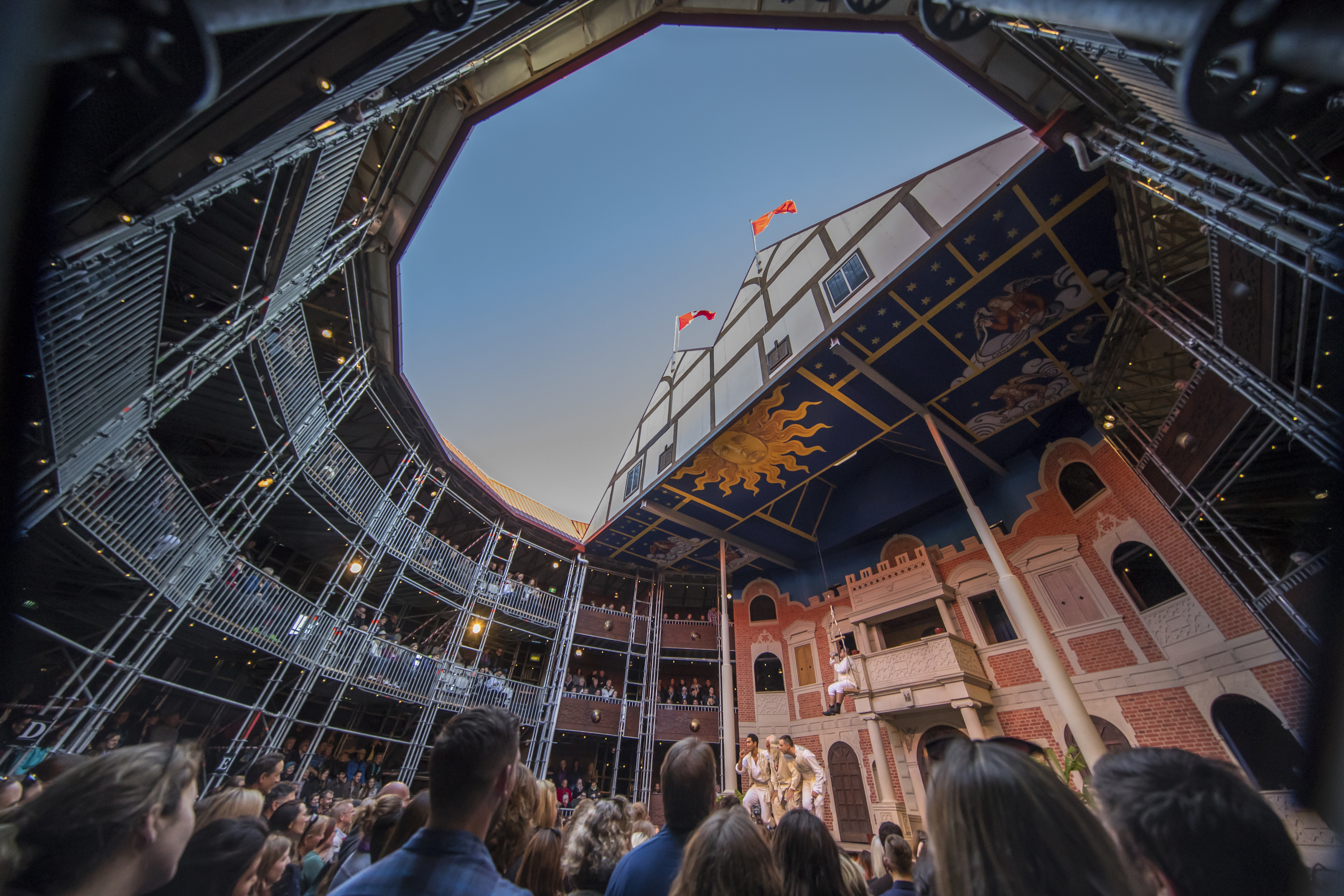
2017年5月、オークランドのポップアップ・グローブで、ポップアップ・グローブ・クイーンズ・カンパニーが『空騒ぎ』を上演している様子。

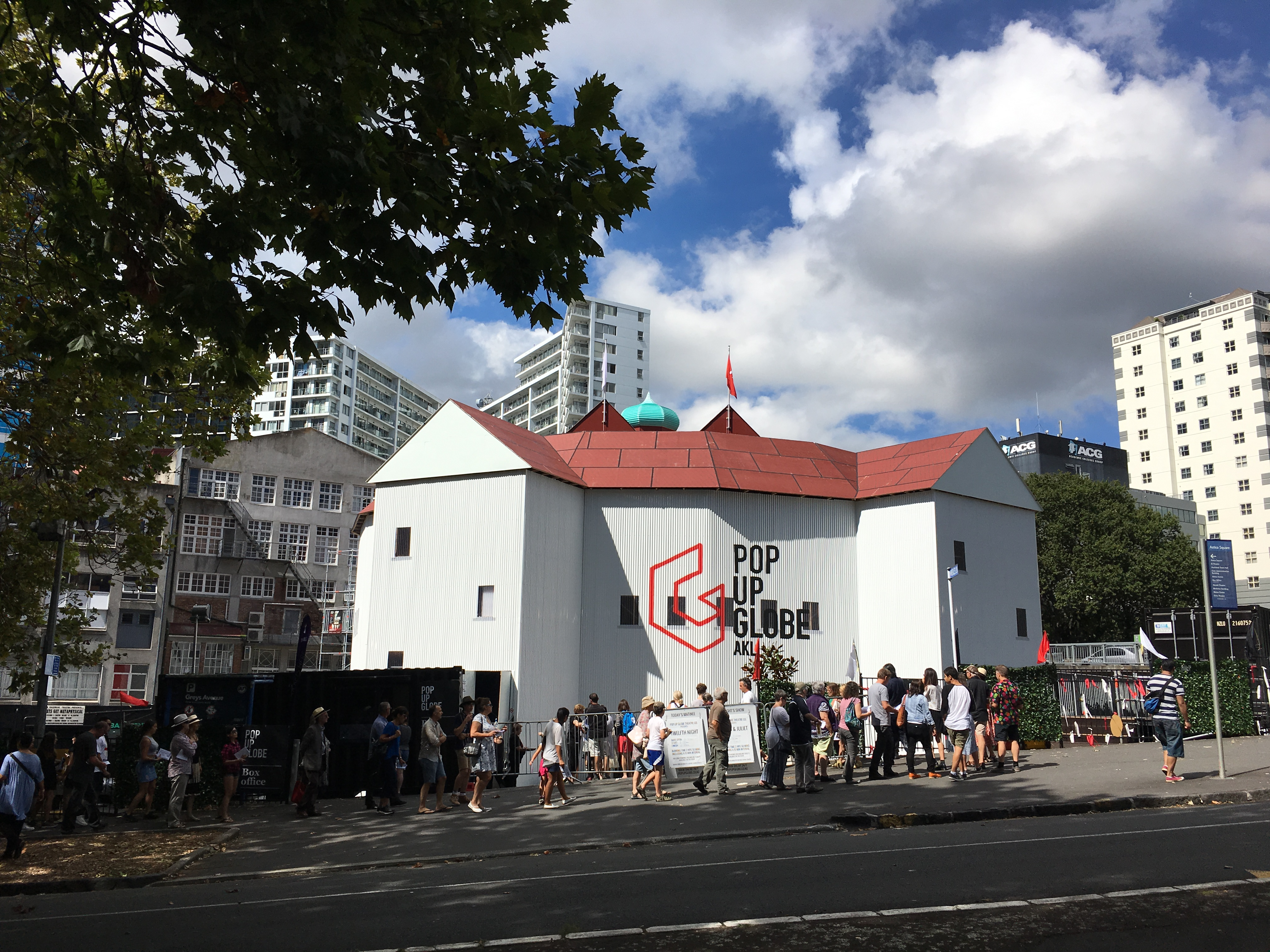
2016年、オークランド中心部のポップアップ・グローブ

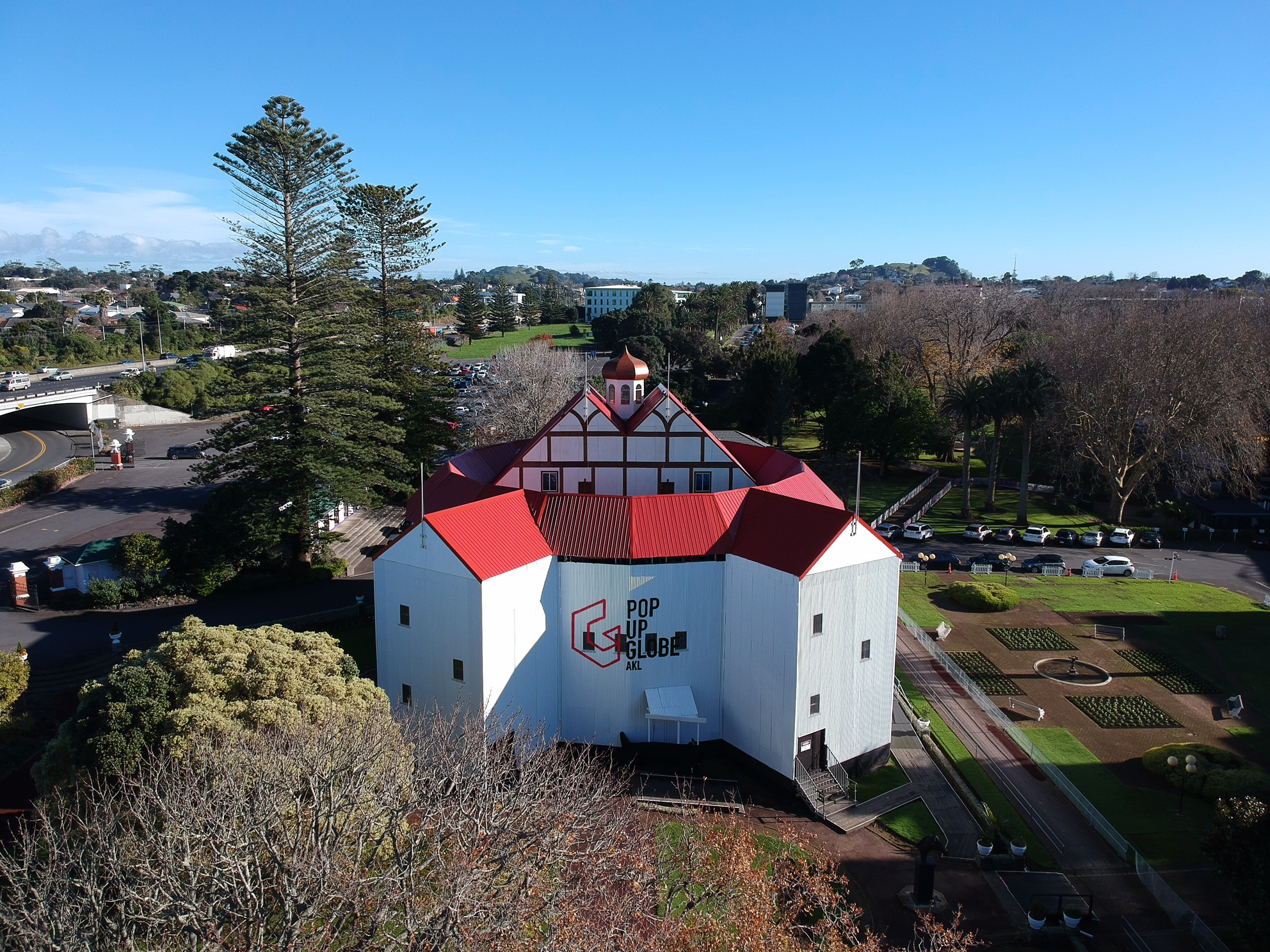
2017年冬、エラズリー競馬場のポップアップ・グローブを上から見た画像

ポップアップ・グローブ (英語: Pop-up Globe) はニュージーランドのオークランドに本拠地を置いていた劇団及びこの劇団が使用していた劇場の名称である。「ポップアップ」(Pop-up)は「飛び出し式の」という意味であり、「グローブ」(Globe)は近世ロンドンにあったグローブ座を指していて、「飛び出しグローブ座」というような意味合いの劇団名である。グローブ座のレプリカとなる特設仮設劇場で、ウィリアム・シェイクスピアの芝居を中心にジャコビアン演劇を上演している。ポップアップ・グローブは1614年に再建され、1644年頃まで存在していた2番目のグローブ座がモデルであるが、グローブ座はシェイクスピアとその劇団が建てて使用していた劇場である。2016年からオークランドで活動を開始し、オーストラリアでも公演を行っている。

## 来歴
ポップアップ・グローブは2015年にマイルズ・グレゴリーを芸術監督として設立された。トバイアス・グラントが常務理事としてプロジェクトに参加した。グレゴリーはこれより以前にイギリスで18年間、演出家及びプロデューサーとして働いていた。
2016年2月から5月にかけて、オークランドの市中心部にあるオークランドタウンホールの脇に初めてポップアップ・グローブの劇場が作られた。この劇場は世界初の第2グローブ座の実物大再建であるとも言われている。政府からの補助金は入っていなかった。最初のシーズンはシェイクスピアの没後450周年記念イベントの一部として2016年2月18日に幕開けし、ポップアップ・グローブ・シアター・カンパニーにより『十二夜』、『ロミオとジュリエット』が上演され、さらに別のカンパニーのプロダクションとして『タイタス・アンドロニカス』、『テンペスト』、『空騒ぎ』、『ヘンリー五世』、『アントニーとクレオパトラ』、『ハムレット』も上演された。 このシーズンだけで9万枚を超えるチケットを売り上げ、南半球最大のシェイクスピア祭となった。
当初はシェイクスピア没後450周年記念のみのイベントであったが、翌年以降も継続されることになった。第2シーズンは2017年2月23日から5月17日にかけて、同じくオークランドのエラズリー競馬場に新しい設計で建てられた劇場で行われた。第2シーズンはクイーンズとキングズと名付けられた2つの常駐劇団が出演し、それぞれ『空騒ぎ』と『オセロー』、『お気に召すまま』と『ヘンリー五世』を上演した。このシーズンでは10万枚以上のチケットが売れた。
2017年9月21日から2018年2月3日まで、ライブ・ネイションのプロモーションによってポップアップ・グローブ初の国際シーズンが行われ、オーストラリアのメルボルンにあるシドニー・マイヤー・ミュージック・ボウルのそばにあるキングズ・ドメインの一部地域が一時的にシェイクスピア・ガーデンズと改名されてポップアップ・グローブが建てられた。
2017年12月より、オークランドで第3シーズンが開幕し、『ジュリアス・シーザー』、『ヴェニスの商人』、『間違いの喜劇』、『マクベス』が上演された。『ジュリアス・シーザー』はジェンダーを入れ替えたキャスティングであり、これは現実の政治状況を反映した演出だと評価された。
2018年11月に始まるシーズンについて、ポップアップ・グローブは7月に「権力の濫用」をテーマに『リチャード三世』と『じゃじゃ馬ならし』を上演する予定を事前に発表したが、この際オールメールキャストで#MeTooを宣伝に使用したため、ポップアップ・グローブは性差別の観点から強い批判を浴びた。『尺には尺を』と『ハムレット』は男女両方のキャストであった。批判を受けてポップアップ・グローブはオールメールキャストの採用を中止することとした。
2019年の11月から2020年3月までのシーズンでは『ロミオとジュリエット』と『空騒ぎ』が上演された。シーズン末には新型コロナウイルス感染症の流行に対策するため、社会距離拡大戦略を用いた客入れが行われた。

## 劇場

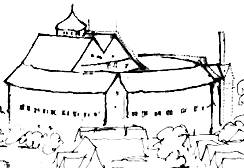
1630年代にヴァーツラフ・ホーラーが描いたロンドンの第2グローブ座

劇場の建築プランはシドニー大学のティム・フィッツパトリック教授が刊行した研究に基づくもので、1630年代に描かれたヴァーツラフ・ホーラーによる絵をもとにしている。
ポップアップ・グローブは16面体で、外径27メートルであり、これはロンドンにあるグローブ座のレプリカ劇場であるシェイクスピアズ・グローブより3.7メートル小さいが、現在のロンドンのグローブについては大きすぎると判断する研究者や演劇人もいる。ニュージーランドの建築会社で、足場の建築を得意とするキャメルスペースが建設した。
2021年3月に、新型コロナウイルス感染症の影響により破産した。